# Opkomst (verkiezingen)

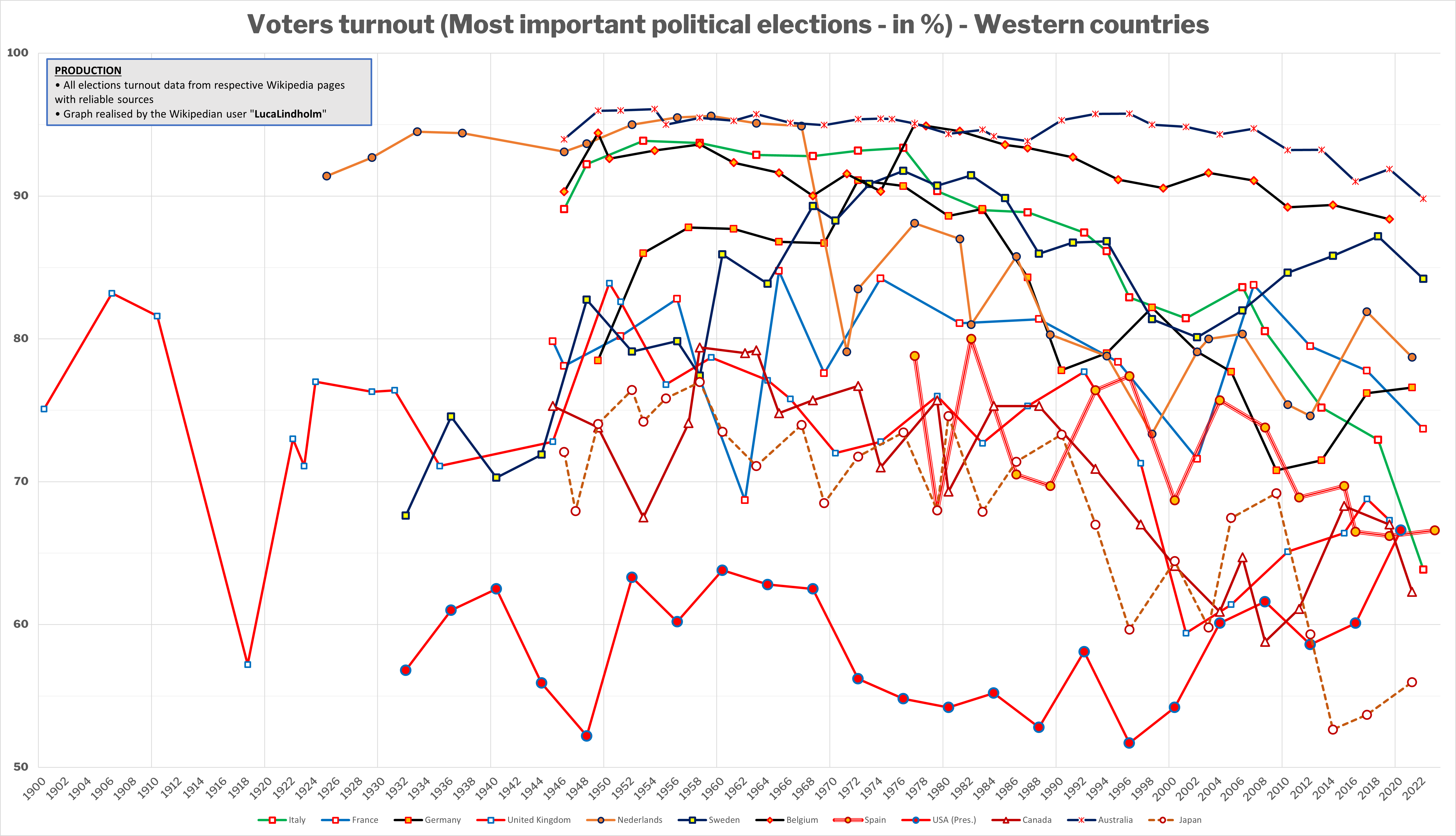
Opkomst bij verkiezingen in Westerse landen (in %, sinds 1900/1945).

Opkomst is het percentage stemgerechtigde personen dat bij een bijeenkomst of stemming een stem uitbrengt. Concreet is dit het percentage uitgebrachte stemmen ten opzichte van het aantal opgeroepen kiezers. (formule: getelde stembiljetten / opgeroepen kiezers * 100%).
Dit percentage is soms belangrijk voor de geldigheid van de bijeenkomst of stemming. Daarnaast zegt het vaak iets over de 'gezondheid' van een democratie. Sinds de jaren 1990 is dit percentage gemiddeld wereldwijd gedaald.
Ook bij opkomstplicht, is er geen volledige opkomst en schommelt dit vaak rond de 90%.

## Nederland
Berekening van het opkomstpercentage (Kieswet)
Het definitieve opkomstpercentage is het aantal geldig uitgebrachte stemmen gedeeld door aantal opgeroepen kiezers, uitgedrukt in een percentage.
Het "aantal geldig uitgebrachte stemmen" is de som van de getelde geldige, blanco en ongeldige stembiljetten uit de stembussen. Dit wordt een paar dagen na de stemming berekend op basis van de definitieve tellingen, zoals deze in het proces-verbaal van het Gemeentelijk Stembureau (GSB) zijn opgenomen (zie artikel Na 26 en Na 31 Kieswet): hiermee kan per gemeente de opkomst bepaald worden. Als het geen gemeenteraadsverkiezingen zijn (bijvoorbeeld provinciale of landelijke verkiezingen) wordt het opkomstpercentage over het hele kiesgebied (per provincie, waterschap of heel Nederland) berekend op basis van het proces-verbaal van het Centraal Stembureau (CSB) voor die verkiezing (zie artikel P 20 Kieswet). Het Centraal Stembureau heeft dan de uitslagen van het Gemeentelijk Stembureau (GSB) van iedere gemeente uit het kiesgebied getotaliseerd.
Het "aantal opgeroepen kiezers" is de som van het aantal kiesgerechtigden dat in het Kiesregister is opgenomen, met als peildatum de Dag van de Kandidaatstelling van die verkiezing. Dit aantal wordt door het college van burgemeester en wethouders van iedere gemeente vastgesteld (artikel D 1 en D 2 Kieswet). Artikel B 1 t/m B 6 Kieswet beschrijven de voorwaarden voor wie kiesgerechtigd is. Dit cijfer is per gemeente terug te vinden in het proces-verbaal van het Gemeentelijk Stembureau (GSB) van die gemeente. Als het geen gemeenteraadsverkiezingen zijn, is dit cijfer voor het hele kiesgebied van deze stemming te vinden in het proces-verbaal van het Centraal Stembureau van die verkiezing.
Het voorlopige opkomstcijfer, dat vaak al op de dag van de stemming wordt gemeld, wordt berekend op basis van de gehouden exitpolls of de eerste sneltelling (vaak alleen op partijniveau) van alle stembureaus diezelfde avond. Dit bevat dan nog een foutmarge en kan dus iets afwijken van het definitieve opkomstpercentage van een paar dagen later, nadat het Gemeentelijk Stembureau alle stembiljetten op kandidaatniveau gecontroleerd en/of herteld heeft.
Historische opkomstcijfers (open data)
In de Databank Verkiezingsuitslagen staan uitslagen en opkomstpercentages van de volgende Nederlandse verkiezingen en referenda: Eerste Kamer, Tweede Kamer, Europees Parlement, provinciale staten, gemeenteraden, herindelingen, waterschappen (sinds 2015), landelijke referenda en eilandsraden (sinds 2010).
Op data.overheid.nl kunnen de open data bestanden worden geraadpleegd met de uitslaggegevens van het centraal stembureau (de landelijke uitslag), de hoofdstembureaus (uitslagen van de kieskringen) en de gemeenten. Tot de gemeentelijke uitslaggegevens behoren ook de uitslagen per partij en per kandidaat, per stembureau.